# 道の駅みなみかた
道の駅みなみかた（みちのえき みなみかた）は、宮城県登米市にある宮城県道1号古川佐沼線の道の駅である。愛称はもっこりの里。
環境保全型農業の情報発信と消費者との交流促進を目的に、2005年3月に開業。施設管理は20歳代から70歳代までの個人会員と団体会員で構成されるNPO法人「もっこりの里」が行っている。

## 施設
- 駐車場
  - 普通車：67台
  - 大型車：8台
  - 身障者用：3台
- トイレ
  - 男：大 4器（3器）、小 9器（6器）
  - 女：9器（6器）
  - 身障者用：2器（1器）

※（）内は、24時間利用可能
- 公衆電話：2台
- 農産物直売所
- 地域食材レストラン「四季食彩　野の花」（11:30 - 20:30）
- 農産物加工施設
- 道路情報コーナー
- 緑地広場
- パン工房
- 餅工房
- 漬物工房

## 休館日
- 1月1日 - 3日

## アクセス
- 宮城県道1号古川佐沼線
- 宮城県道198号新田米山線

## 周辺
- 長沼フートピア公園
- 興福寺 六角堂
- 花菖蒲の郷公園
- 登米市立南方中学校
- 登米市役所南方総合支所武道伝承館
- 南方郵便局